# Olympischer Kongress

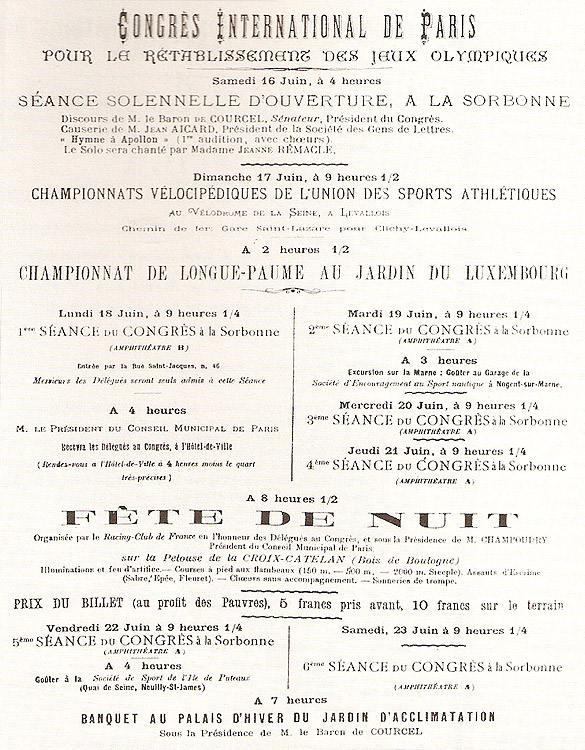
Ankündigung des Kongresses zur Einführung Olympischer Spiele

Der Olympische Kongress ist eine vom Internationalen Olympischen Komitee (IOC) organisierte Versammlung von Persönlichkeiten, die im gemeinsamen Handeln für die olympische Bewegung vereint sind. Die Zielsetzung des Kongresses ist die Einbindung der olympischen Bewegung in die sich verändernde Gesellschaftsstruktur und die damit verbundene Sicherung des Fortbestandes der Olympischen Spiele.
Der erste Olympische Kongress fand vom 16. bis 23. Juni 1894 an der Sorbonne in Paris statt und wird als Gründungsversammlung des IOC und als Geburtsstunde der Olympischen Spiele der Neuzeit angesehen. Der bislang letzte Olympische Kongress wurde vom 3. bis 5. Oktober 2009 in Kopenhagen veranstaltet.

## Entwicklungsphasen der Olympischen Kongresse
Bis in die Gegenwart wurden 13 Olympische Kongresse veranstaltet. Mit Ausnahme des Gründungskongresses können die nachfolgenden Kongresse, ohne ihre jeweilige Bedeutung zu schmälern, in drei Entwicklungsphasen unterteilt werden, die sich an ihrer thematischen Ausrichtung orientieren und zeitlich abgestuft sind:
- Olympische Kongresse von 1897 bis 1913, die der Festigung der noch neuen und fremdartigen Idee von Olympischen Spielen dienten und den Anspruch erhoben, die pädagogischen, psychologischen und medizinischen Aspekte des Sports zu ergründen und in die Gesellschaft zu integrieren.
- Olympische Kongresse von 1914 bis 1930, bei denen sich vorwiegend Themen in den Vordergrund drängten, die direkt im Zusammenhang mit dem Programm und der Durchführung von Olympischen Spielen standen, und auf denen eine Reihe wichtiger Beschlüsse gefasst wurden, die neben administrativen Angelegenheiten vornehmlich das technische Regelwerk und dessen Umsetzung betrafen.
- Olympische Kongresse seit 1973, die nach einer Unterbrechung von 43 Jahren mit einer veränderten Zielsetzung fortgeführt wurden. Die Kongresse hatten ihre Beschlüsse fassende Funktion verloren. Jeder Kongress erhielt einen Leitgedanken, der in direkter Verbindung zur olympischen Bewegung stand, über den referiert und diskutiert wurde. Damit wurde dem Olympischen Kongress grundsätzlich die Rolle eines beratenden Forums zugeschrieben.[2]

## Liste der Olympischen Kongresse
|       | Jahr                              | Ort         | Hauptthema bzw. Motto |
| ----- | --------------------------------- | ----------- | --- |
| I.    | 1894 16. bis 23. Juni             | Paris       | Definition des Amateurstatus für Sportler, Wiederbelebung der Olympischen Spiele |
| II.   | 1897 23. bis 31. Juli             | Le Havre    | Fragen der Gesundheit, Erziehung, Geschichte etc. in Bezug auf die Körperertüchtigung |
| III.  | 1905 9. bis 14. Juni              | Brüssel     | Sport und Leibeserziehung |
| IV.   | 1906 23. bis 25. Mai              | Paris       | Einbeziehung der Bildenden Künste bei den Olympischen Spielen und im Alltag |
| V.    | 1913 7. bis 11. Mai               | Lausanne    | Psychologie und Physiologie des Sports |
| VI.   | 1914 15. bis 23. Juni             | Paris       | Vereinheitlichung der olympischen Regularien und der Bedingungen für die Teilnehmer |
| VII.  | 1921 2. bis 7. Juni               | Lausanne    | Modifizierung der olympischen Regularien und der Bedingungen für die Teilnehmer |
| VIII. | 1925 29. Mai bis 4. Juni          | Prag        | Doppelkongress: 1. Int. Pädagogischer Olympischer Kongress, und Technischer Olympischer Kongress                                                                                          |
| IX.   | 1930 25. bis 30. Mai              | Berlin      | Modifizierung der olympischen Regularien |
| X.    | 1973 30. September bis 4. Oktober | Warna       | Sport for a World of Peace Neudefinition der olympischen Bewegung und ihrer künftigen Beziehungen zwischen dem IOC, den internationalen Verbänden und den Nationalen Olympischen Komitees |
| XI.   | 1981 23. bis 28. September        | Baden-Baden | United by and for Sport Die Zukunft der Olympischen Spiele und der olympischen Bewegung                                                                                                   |
| XII.  | 1994 29. August bis 3. September  | Paris       | Centennial Olympic Congress, Congress of Unity Beitrag der olympischen Bewegung zur modernen Gesellschaft                                                                                 |
| XIII. | 2009 3. bis 5. Oktober            | Kopenhagen  | The Role of the Olympic Movement in Society Olympismus und Jugend |

## Vorgeschichte

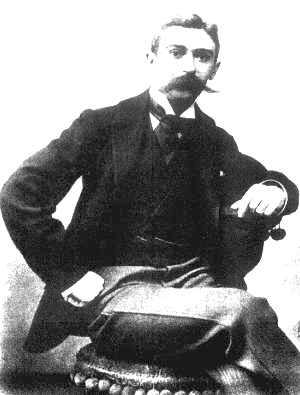
Pierre de Coubertin

Der Olympische Kongress ist eng mit der olympischen Bewegung verbunden, die der Begründer der Olympischen Spiele der Neuzeit, Pierre de Coubertin, als Grundgedanke entwickelte und zeitlebens verbreitete. Als geeignetes Instrument der Weiterverbreitung war für ihn die Abhaltung eines Kongresses von besonderer Bedeutung. Hiermit erzielte er nicht nur öffentliche Aufmerksamkeit. Er hoffte insbesondere, das Interesse des eingeladenen, oftmals hochrangigen Fachpublikums zu wecken.

### Erster Sportkongress 1889
Der liberal denkende und an sozialen Fragen interessierte Coubertin erkannte in seinem Heimatland Frankreich nach der Niederlage im Deutsch-Französischen Krieg von 1870-71 eine gedemütigte Gesellschaft und instabile politische Verhältnisse. Als Pädagoge sah er die Ursachen in einem veralteten Erziehungssystem. Mit Entschlossenheit vertrat er die Auffassung, dass nur eine veränderte und völlig umgestaltete Erziehung Abhilfe schaffen könne.
Auf den seit 1883 unternommenen Studienreisen nach England zeigte sich Coubertin beeindruckt von den dort praktizierten Erziehungsmethoden, dessen Wurzeln den Ideen und Vorstellungen des Pädagogen und Theologen Thomas Arnold entsprangen. Die Schüler der Public Schools lernten Eigenständigkeit und Verantwortung vorwiegend bei sportlicher Betätigung im Umgang miteinander. Fortan war Coubertin von der erzieherischen und sozialisierenden Wirkung des Sports überzeugt, was er in seinem Heimatland zu verbreiten versuchte.
Mit dem 1888 von ihm gegründeten und als Generalsekretär geführten Comité pour la propagation des exercices physiques dans l’éducation (Komitee zur Verbreitung der Leibesübungen im Erziehungswesen) organisierte Coubertin im Juni 1889 einen Congrès des exercices physiques (Kongress für Leibesübungen). Zur besseren Vermittlung seiner Vorstellungen begleiteten sportliche Darbietungen den Kongress. Als Veranstaltungsort wählte er die Weltausstellung in Paris. Namhafte Persönlichkeiten waren geladen.
Das Engagement, mit dem sich Coubertin der Ausrichtung dieses Kongresses zuwandte, war bezeichnend für spätere Aktivitäten. Der durchaus erfolgreiche Verlauf des Kongresses gab ihm die Zuversicht, diesen Weg auch für seine künftigen Pläne einzuschlagen.

### Ursprung der olympischen Bewegung
Der erste von Coubertin organisierte Sportkongress brachte ihm in der Tat die beabsichtigte Aufmerksamkeit ein. Das französische Erziehungsministerium entsandte ihn noch im selben Jahr nach Nordamerika, wo er sich in den Vereinigten Staaten und in Kanada einen Eindruck vom dortigen Erziehungssystem verschaffen sollte. Beim Besuch mehrerer Universitäten zeigte er sich beeindruckt von den sportlichen Aktivitäten der Studenten. Im November 1889 erhielt Coubertin die Möglichkeit, bei einem Sportkongress in Boston einen Vortrag über seine Vorstellungen der Leibeserziehung zu halten.

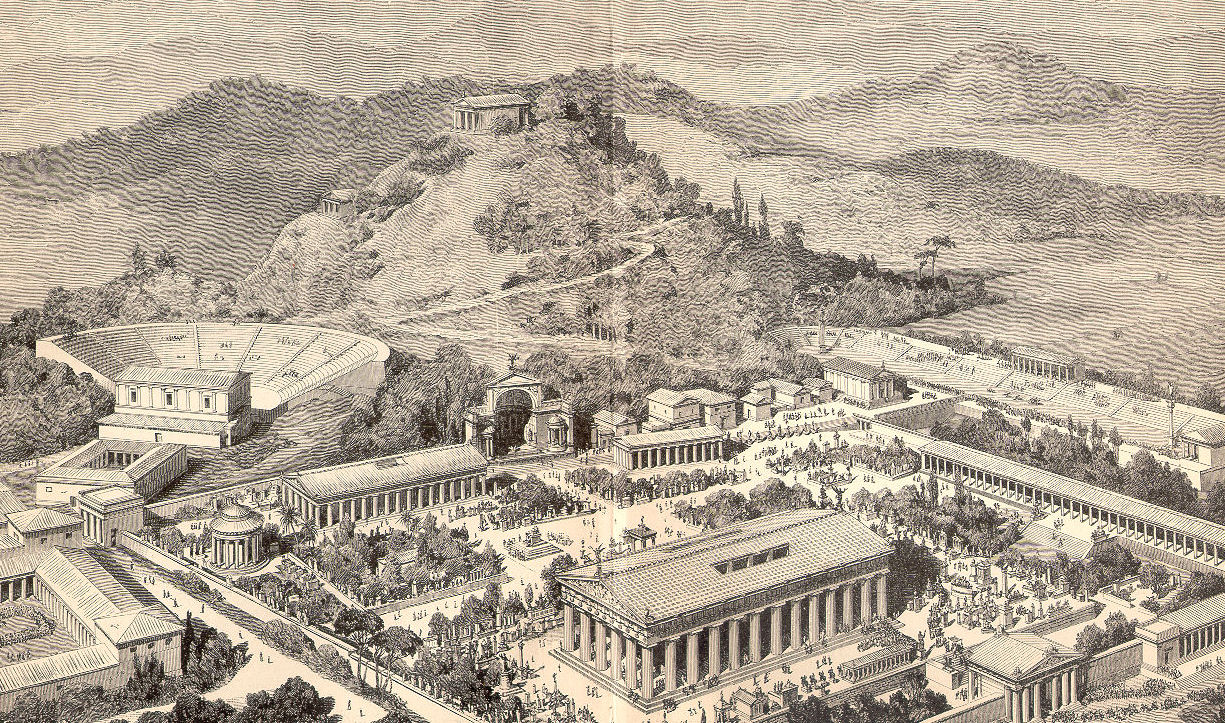
Antikes Olympia

Nach seiner Rückkehr reifte in Coubertin die Erkenntnis, dass die Erziehung der Jugend zu Respekt im sozialen Umgang, zur Freisetzung geistiger Bereitschaft und zur Bildung des Charakters mittels körperlicher Ertüchtigung nicht auf Aktivitäten innerhalb der Grenzen seines Heimatlandes beschränkt bleiben dürfe. Er stellte sich vor, dass ein internationaler Wettstreit in ehrenvoller Absicht ein starker Anreiz für nationale Identität und individuelles Selbstwertgefühl sein könnte. In diesem Zusammenhang erlangte eine von Coubertin bereits in jungen Jahren entstandene Leidenschaft neue Bedeutung: seine Begeisterung für die Geschichte des Altertums. Insbesondere die antike Stätte Olympia hatte seine Sehnsucht erweckt. Die Olympischen Spiele der Antike übten seit jeher auf ihn eine große Faszination aus.
Coubertin war sich sicher, dass mit fortschreitender Industrialisierung, durch die Wissenschaft und Kultur der Völker in einen schnelleren und besseren Austausch gebracht wurden, nun auch die Zeit gekommen sei, die Ideale des Sports für eine internationale Verständigung zu nutzen. Zudem sah er diese Ideale durch die zunehmende berufsmäßige Ausübung bestimmter Sportarten bedroht. Alle diese Gedanken bündelte er in einem beachtlichen Vorhaben, der Wiederherstellung der Olympischen Spiele.

### Jubiläumskongress der USFSA 1892
Die 1887 gegründete Union des sociétés françaises de sports athlétiques (USFSA) veranstaltete im Mai 1892 einen Kongress zum fünfjährigen Bestehen. Einer der Festredner war Coubertin, der seit 1890 Generalsekretär der USFSA war. Er erkannte die Chance, die der Kongress ihm bot, und rief dazu auf, die Olympischen Spiele neu erstehen zu lassen. Da John Astley Cooper ein Jahr zuvor die Pan-Britannischen Olympischen Spiele (und damit den Ausschluss Frankreichs aus diesen Veranstaltungen) In London propagiert hatte, Astley-Cooper-Komitees überall in der angelsächsischen Welt gegründet worden waren, setzte er die wirklich internationalen Olympischen Spiele dagegen. Damit sein Appell Gehör fände, stellte er sein Ansinnen in den Dienst für den Frieden unter den Völkern.
Die Botschaft erreichte die Kongressteilnehmer (noch) nicht. Coubertin sah das Problem im unzureichenden Wissensstand der Zuhörerschaft. Dennoch zeigte er sich weiter entschlossen und arbeitete darauf hin, die nächste sich ihm bietende Chance zu nutzen.

## Erster Olympischer Kongress 1894

### Vorbereitung
Coubertin nahm sich einer Problematik an, zu der es im Kreis der USFSA unterschiedliche Standpunkte gab, und zwar die Betrachtungsweise eines Amateurs im Sport. Hierbei handelte es sich seinerzeit um ein Thema von grundsätzlicher Bedeutung für Sportwettkämpfe, das zudem auch von internationalem Interesse war. Für Coubertin war es naheliegend, gemeinsame und verbindliche Grundlagen hierzu bei einem Kongress zu erörtern und abzufassen. Die USFSA beschloss daraufhin für Juni 1894 die Durchführung des Congrès international de Paris pour l’étude et la propagation des principes de l’amateurisme (Internationaler Kongress von Paris für das Studium und die Verbreitung von Prinzipien des Amateurismus). Auch wenn heute der Kongress vor allem wegen der Gründung der Olympischen Spiele im Gedächtnis geblieben ist, so war damals eine Vereinheitlichung der Amateurregeln eine unabdingbare Voraussetzung für internationalen Sportverkehr. Die Studentenruderer Coubertins durften z. B. nicht an der englischen Regatta in Henley teilnehmen, die englischen Studenten aber nicht in Hamburg, wo die Franzosen aber starten durften. Für Australier war es nahezu unmöglich an Wettkämpfen außerhalb des eigenen Landes teilzunehmen, da sie während der langen Schiffsreise vom Verband verpflegt wurden und durch die erheblichen geldwerten Leistungen den Amateurstatus verloren.
Geschickt hatte Coubertin als letzten von acht Programmpunkten la possibilité du rétablissement des jeux olympiques (die Möglichkeit der Wiederbelebung von Olympischen Spielen) aufnehmen lassen. Zudem war er als Generalsekretär der USFSA mit der Organisation des Kongresses beauftragt worden. Dies ermöglichte ihm eine nicht unerhebliche Einflussnahme auf den Ablauf, bei dem nach seinem Willen das Hauptaugenmerk auf ebendieser Wiederbelebung der Olympischen Spiele liegen sollte.
Zur Unterstützung seiner Ziele unternahm Coubertin im November 1893 eine Reise in die Vereinigten Staaten und im Februar 1894 nach London, um sich die Unterstützung einflussreicher Sportfunktionäre zu sichern, die er im Rahmen seiner früheren Reisen kennengelernt hatte. Im Januar 1894 verschickte er im Auftrag der USFSA bereits Einladungen zum Kongress an zahlreiche nationale und internationale Verbände. In einem von ihm verfassten zugehörigen Rundschreiben sah er das Ziel des Kongresses in der Vorbereitung einer internationalen Völkerverständigung durch Wiedererweckung der Olympischen Spiele. Im Mai 1894 war auf dem Veranstaltungsplan und den offiziellen Einladungen schließlich der Name Congrès international de Paris pour le rétablissement des jeux olympiques (Internationaler Kongress von Paris für die Wiederbelebung von Olympischen Spielen) zu lesen.

### Kongressteilnehmer

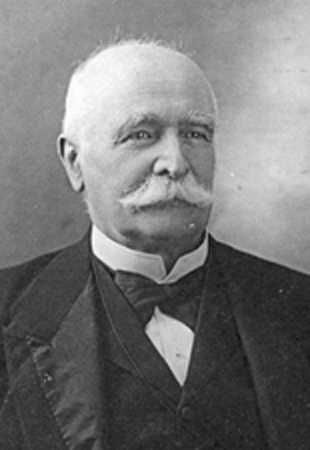
Baron de Courcel, Kongresspräsident

Um eine möglichst große internationale Anzahl an Teilnehmer zu gewinnen, wurde der Olympische Kongress in der Pariser Rennwoche (mit dem Derby) durchgeführt. Zum eigentlichen Kongress wurden 78 Delegierte von 37 Sportfachverbänden entsandt. 58 von ihnen waren Franzosen, die 24 Sportvereine oder -organisationen vertraten. Die nur 20 ausländischen Delegierten vertraten 13 Sportverbände und kamen aus acht Ländern:
- Vereinigtes Königreich von Großbritannien und Irland, 8 Delegierte
- Belgien, 4 Delegierte
- Schweden, 2 Delegierte
- Spanien, 2 Delegierte
- Griechenland, 1 Delegierter
- Italien, 1 Delegierter
- Russland, 1 Delegierter
- Vereinigte Staaten, 1 Delegierter

Auffallend hierbei ist, dass kein Vertreter aus dem Deutschen Reich anwesend war. Der Deutsch-Französische Krieg belastete das Verhältnis beider Länder noch immer schwer. Große Teile der Sportbewegung in Deutschland nahmen eine ablehnende Haltung gegen die von einem Franzosen wiedererweckte olympische Idee ein. In Frankreich war die Stimmung ähnlich. Die französischen Sportverbände, die ohnehin ein nur geringes Interesse an Coubertins Plänen zeigten, drohten mit einem Rückzug, falls sich das Deutsche Reich hieran beteiligen sollte. So lag es nahe, dass Coubertin nichts zur Entspannung beitragen konnte oder wollte.
Weitere Teilnehmer am Kongress neben den genannten Delegierten waren die 10 Mitglieder des Organisationskomitees, unter ihnen Baron Alphonse Chodron de Courcel, von 1881 bis 1886 französischer Botschafter im Deutschen Reich, dem die Präsidentschaft übertragen war, und Coubertin als Generalkommissar der Organisation. Zusätzliches außerordentliches Mitglied des Komitees war der Sportjournalist Frantz Reichel als Pressevertreter.
Coubertin hatte für den Kongress eine Liste mit 50 Ehrenmitgliedern verfasst. Darunter waren neben Aristokraten, Diplomaten, Parlamentariern und Präsidenten wichtiger Sportverbände auch Persönlichkeiten der internationalen Friedensbewegung, beispielsweise Frédéric Passy, dem 1901 der erste Friedensnobelpreis zugesprochen wurde. Es ist ungeklärt, wer von den Ehrenmitgliedern tatsächlich anwesend war. Davon unabhängig bezeugen die auf dieser Liste verzeichneten Persönlichkeiten, welche erhebliche Bedeutung Coubertin diesem Kongress beimessen wollte. Diese Liste zeigt auch, dass Coubertin, der aufmerksam und mit eigenen Ausführungen die Gründung der Interparlamentarischen Union 1889 und die übrigen, in jenen Jahren zahlreichen Aktivitäten der Friedensbewegung verfolgte und persönliche Kontakte pflegte, mit der Wiedereinführung der Olympischen Spiele nicht zuletzt auch das Ziel einer internationalen Verständigung und eines Völkerfriedens (paix des nations) beabsichtigte.

### Ablauf
Der Kongress wurde am 16. Juni 1894 in der Aula der Sorbonne in Paris vor annähernd 2.000 Zuhörern mit einer Rede des Präsidenten Baron de Courcel eröffnet. Kernpunkt seiner Rede war die Forderung nach Wiederbelebung des altertümlichen Ideals vom Gleichgewicht zwischen Körper und Geist. Es folgte eine feierliche Zeremonie, bei der die von Gabriel Fauré komponierte Homerische Hymne an Apollon uraufgeführt wurde. Coubertin erhoffte sich von der zweifelsfrei pathetischen Stimmung, dass keiner der Anwesenden die Wiederbelebung der Olympischen Spiele danach noch in Abrede stellen würde.

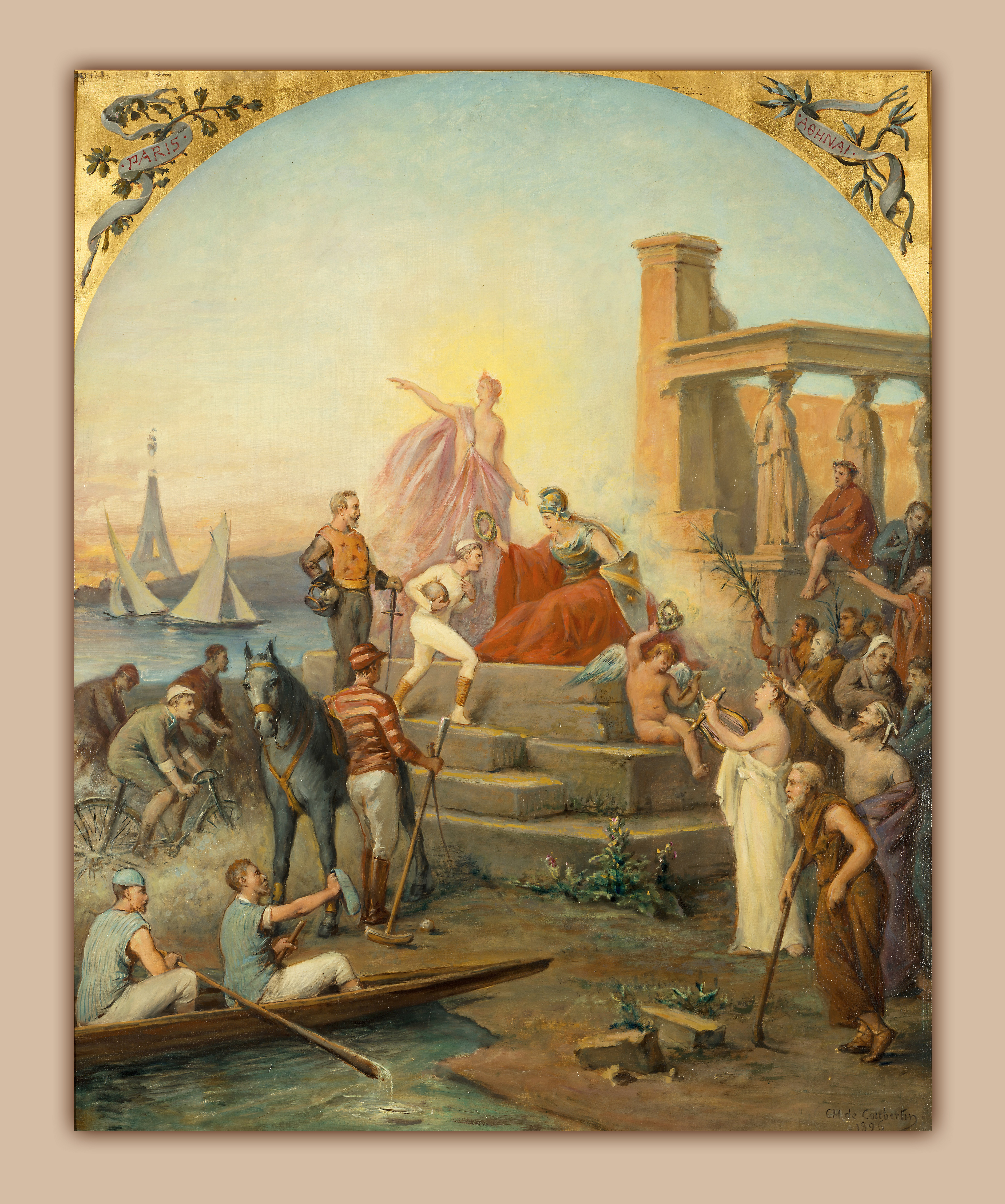
Gemälde mit dem Titel: Wiedereinführung der Olympischen Spiele – Allegorie zum Sport. 1896 von Charles de Coubertin, Vater von Pierre de Coubertin

Der zweite Tag, ein Sonntag, war ausschließlich für einige sportliche Darbietungen vorgesehen. Die Sitzungen zu den einzelnen Kongressthemen begannen am dritten Kongresstag, 18. Juni 1894. Dazu wurden zwei Kommissionen gebildet, die sich mit den beiden Themenkreisen Prinzipien des Amateurismus und Wiederbelebung der Olympischen Spiele beschäftigten. Erstgenannte Kommission untersuchte in mehreren Sitzungen die in den verschiedenen Sportverbänden und Sportvereinen bislang existierenden Auslegung des Amateurstatus. Die unterschiedlichen Auffassungen beinhalteten ein hohes Konfliktpotential und verursachten kritische Debatten. Einen Sport betreibende Amateure waren in jener Zeit vorwiegend Personen mit hohem sozialen Status. Die Regeln des einflussreichen englischen Ruderverbandes Amateur Rowing Association, nach denen jeder Arbeiter, der jemals seine Hände zur Arbeit benutzt habe, nicht als Amateur angesehen werden könne, empfanden die Delegierten der Kommission als diskriminierend. Entsprechend war man bemüht, eine Definition zu erarbeiten, die dieses Klassenbewusstsein überwinden sollte.
Die Kommission für die Olympischen Spiele tagte unter dem Vorsitz des in Paris ansässigen griechischen Geschäftsmanns Demetrius Vikelas, der als Delegierter der Athener Panhellenischen Gesellschaft für Gymnastik am Kongress teilnahm. In nur drei Sitzungen hatte die Kommission ihre Vorschläge erarbeitet. Im Wesentlichen handelte es sich dabei um Gedanken und Anregungen von Coubertin, die nur noch in praktikable Beschlüsse umgewandelt werden mussten. Am letzten Tag des Kongresses wurden sämtliche Empfehlungen beider Kommissionen in der abschließenden Versammlung des Plenums einstimmig verabschiedet.
Der Kongress fand am 23. Juni 1894 seinen Abschluss mit einem Bankett im Jardin d’Acclimatation, einem Teil des Bois de Boulogne. Bei dieser Gelegenheit wurde einigen Anwesenden der Ordre des Palmes Académiques verliehen, unter ihnen William Milligan Sloane, der später von Coubertin als Vertreter der Vereinigten Staaten zu einem Gründungsmitglied des Internationalen Olympischen Komitees berufen wurde.

### Resultate
Dem Kongress gelang erstmals eine in Abstimmung mit nationalen und internationalen Sportverbänden einvernehmliche Definition des Amateursportlers, die folgenden Wortlaut hatte (wortgetreue Übersetzung des französischen Originaltextes):
- Als Amateursportler werden solche Personen angesehen, die weder an einem jedermann zugänglichen Wettbewerb noch an einem Wettbewerb um Geldpreise oder für Geld, aus welcher Quelle dies auch stammt, auch wenn es Antrittsgeld sein mag, oder an Wettkämpfen mit Berufssportlern teilgenommen haben, und die zu keiner Zeit ihres Lebens Gehalt als Lehrer oder Trainer für Leibesübungen erhalten haben.

Neben dieser Definition waren Regelungen getroffen worden, die in acht Punkten detailliert über An- und Aberkennung des Amateurstatus, über die Beurteilung von Siegerpreisen und über Sonderfälle Auskunft gaben.

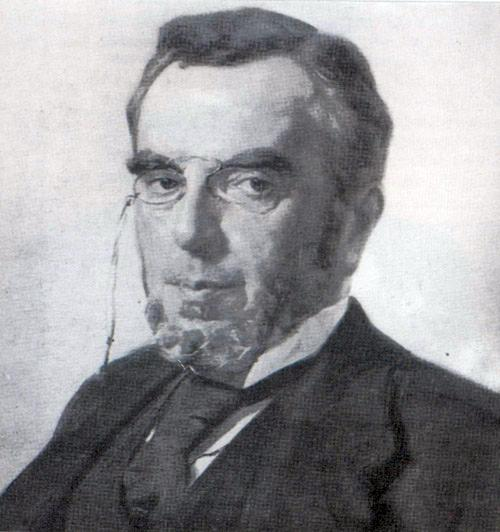
Demetrius Vikelas, erster Präsident des IOC

Die Entscheidungen des Kongresses zur Wiedereinführung der Olympischen Spiele wurde in sieben Punkten beschrieben (wortgetreue Übersetzung des französischen Originaltextes):
- Es soll kein Zweifel an den Vorteilen bestehen, welche die Wiedereinführung der Olympischen Spiele ergeben, weder aus Sicht des athletischen Sports noch aus moralischer und internationaler Sicht, diese Spiele sollen wiedereingeführt werden auf der Grundlage und im Einklang mit den Bedingungen, die den Notwendigkeiten des modernen Lebens entsprechen.
- Mit Ausnahme des Fechtens sollen die olympischen Wettbewerbe nur für Amateure organisiert werden.
- Das mit der Organisation der Olympischen Spiele beauftragte Internationale Komitee hat in seinem Regelwerk eine Klausel aufzunehmen, die ihm das Recht gibt, Personen vom Wettbewerb auszuschließen, die durch frühere Handlungen das Ansehen der Institutionen untergraben könnten.
- Kein Land hat das Recht, sich bei den Olympischen Spielen von anderen als seinen eigenen Staatsangehörigen vertreten zu lassen, und in jedem Land sollen vor Beginn der Spiele Wettbewerbe zur Qualifikation stattfinden, um in jeder Sportart die wahren Meister teilnehmen zu lassen.
- Folgende Sportarten sollen, soweit möglich, bei Olympischen Spielen durchgeführt werden: Athletik im wörtlichen Sinn (Laufen und Wettkämpfe), Wassersport (Ruder- und Segelregatten, Schwimmen), athletische Spiele (Fußball, Lawn Tennis, Paume etc.), Eislaufen, Fechten, Boxen, Ringen, Pferdesport, Polo, Schießen und Turnen, Radsport. Als Ergänzung zur Athletik sollte eine umfassende Meisterschaft mit dem Namen Pentathlon (Fünfkampf) eingeführt werden. Außerdem soll bei den Olympischen Spielen ein Preis für Alpinismus vergeben werden für den an einem beliebigen Punkt der Erde bewältigten wichtigsten Aufstieg seit Ablauf der vorangegangenen Spiele.
- Olympischen Spiele finden erstmals in Athen 1896 und zum zweiten Mal in Paris 1900 statt und dann alle vier Jahre in anderen Städten der Welt.
- Sofern die Olympischen Spiele nicht ohne Regierungsunterstützung gelingen können, unternimmt das Internationale Komitee alle notwendigen Schritte, um von den Behörden ihre offizielle Unterstützung zu gewinnen.

Der Beschluss über die Ausrichtung der ersten Olympischen Spiele im Jahr 1896 in Athen entstand auf Vorschlag von Demetrius Vikelas, der Pierre de Coubertin davon überzeugen konnte, dass dessen eigentliches Vorhaben, diese erst 1900 in Paris zu veranstalten, aufgrund der langen Wartezeit von sechs Jahren problematisch wäre.
Die Beschlüsse enthielten keine Aussage hinsichtlich der Modalitäten zur Bildung des dort so bezeichneten Comité international (Internationales Komitee). Auch sonst existieren keine Aufzeichnungen hierüber. Erst die einen Monat nach dem Kongress erschienene Erstausgabe des Bulletin du Comité international des Jeux Olympiques sprach von einer Einsetzung des Komitees durch den Congrès de Paris (Pariser Kongress) und enthielt eine Liste von 13 Mitgliedern. Diese wurden von Pierre de Coubertin persönlich erwählt und benannt. Er begründete dies mit einer erforderlichen Ellenbogenfreiheit für viele Konflikte, die zwangsläufig entstehen würden.

### Historische Bedeutung
Der Congrès de Paris, wie der erste Olympische Kongress nach Abschluss zunächst genannt wurde, war zweifellos der Beharrlichkeit von Pierre de Coubertin zu verdanken. Die Öffentlichkeit schenkte seinen Ideen jedoch kaum Beachtung. Die Aufmerksamkeit richtete sich weniger auf die Wiedereinführung der Olympischen Spiele, als vielmehr auf die Vereinbarung einer einheitlichen Definition des Amateurbegriffes. Doch selbst diese besaß für die nationalen Verbände keine Verbindlichkeit. Die Festlichkeiten im Zusammenhang mit dem Kongresses waren die eigentlichen Höhepunkte. Sie gaben der Veranstaltung einen Rahmen, der den Teilnehmern das Gefühl von Bedeutsamkeit vermittelte, ohne zu wissen, welche fundamentalen Entscheidungen sie getroffen hatten.
Der erste Olympische Kongress 1894 besitzt aus heutiger Sicht eine elementare Bedeutung für die Sportgeschichte. Es wurde eine Sportveranstaltung mit der weltweit größten Beachtung und mit beispielloser Kontinuität ins Leben gerufen. Die Vorstellungen von Pierre de Coubertin zu den Olympischen Spielen unterlagen mit der Zeit zwar dem gesellschaftlichen Wandel, seine Ideale haben mit der olympischen Bewegung jedoch weiter Bestand. Dazu sollten auch die nachfolgenden Kongresse ihren Beitrag leisten.

## Olympische Kongresse von 1897 bis 1913
Nach den erfolgreich verlaufenen ersten Olympischen Spielen 1896 in Athen sah sich Pierre de Coubertin mit einem zu neuer Stärke erweckten Nationalstolz der Griechen konfrontiert, die eine ständige Abhaltung der Spiele in Griechenland einforderten. Damit wäre die jüngst hervorgerufene olympische Bewegung und die Existenzberechtigung des Internationalen Olympischen Komitees bereits am Ende. In diesem Moment zeigte sich deutlich, wie hoch Coubertin die Bedeutung eines Olympischen Kongresses einschätzte. Kein anderes realistisches Mittel sah er als besser geeignet an, um augenblicklich dem Internationalen Olympischen Komitee eine Möglichkeit zur Selbstbestätigung zu geben und seine nach außen gerichtete Aktivität zu zeigen.
Coubertin, der die Olympischen Kongresse bis 1930 entscheidend prägte, benutzte einen Kongress als wirksames Werkzeug, um seine Vorstellungen zu veranschaulichen und um für seine Pläne tatkräftige Unterstützung in den einflussreichen politischen und gesellschaftlichen Kreisen zu finden.

### II. Olympischer Kongress 1897

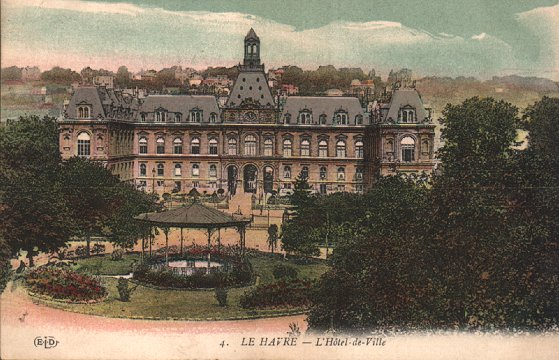
Altes Rathaus von Le Havre, Schauplatz des Kongresses

Für den zweiten Olympischen Kongress 1897 hatte Pierre de Coubertin zwei Ziele im Auge: Die 1894 getroffenen Beschlüsse, insbesondere die alle vier Jahre wechselnden Austragungsorte für die Olympischen Spiele, dürften nicht in Frage gestellt werden, und die Aktivität des Internationalen Olympischen Komitees dürfe sich nicht mit rein organisatorischen und technischen Aufgaben im Sport beschäftigen, vielmehr müsse man sich auch mit theoretischen und pädagogischen Fragen beschäftigen.
Die von Persönlichkeiten internationaler Sportverbände durchaus unterstützte Forderung der Griechen nach dauerhaften Olympischen Spielen in ihrem Land war mit Ausbruch des Türkisch-Griechischen Krieges um Kreta am 15. Februar 1897 noch vor Eröffnung des Kongresses gegenstandslos geworden. Dennoch war die auf dem Kongress 1894 beschlossene Austragung der zweiten Olympischen Spiele 1900 in Paris damit noch nicht gesichert. Widerstände im eigenen Land und insbesondere bei der Leitung der Pariser Weltausstellung 1900 waren zu überwinden. Durch geschickte Wahl des Kongressortes versuchte Coubertin Einfluss zu nehmen. Le Havre war der Wohnort des damaligen französischen Staatspräsidenten Félix Faure, der dort auch die Sommermonate verbrachte. Coubertin, der selbst die Präsidentschaft des Kongresses übernahm, konnte Faure zudem als Schirmherr gewinnen. Dies allein lenkte genug Aufmerksamkeit auf den Kongress, so dass ohne weitere Thematisierung der Beschlüsse von 1894 die olympische Bewegung gefestigt werden konnte und die Existenzberechtigung des Internationalen Olympischen Komitees untermauert wurde.
Der Olympische Kongress behandelte somit vornehmlich die pädagogischen und gesundheitlichen Aspekte des Sports. Die hierzu verfassten Resolutionen brachten jedoch keine wesentlichen Fortschritte. Es gab sogar Unstimmigkeiten unter den wenigen anwesenden IOC-Mitgliedern. Kritische Stimmen meinten, die von Coubertin betriebene Auseinandersetzung mit der Körperertüchtigung als eine der erzieherischen Grundlagen würde nicht die Fragen der olympischen Bewegung berühren. Coubertin zeigte sich diesbezüglich jedoch konsequent und überließ dieser Thematik auch bei den folgenden Olympischen Kongressen stets einen breiten Spielraum.

### III. Olympischer Kongress 1905

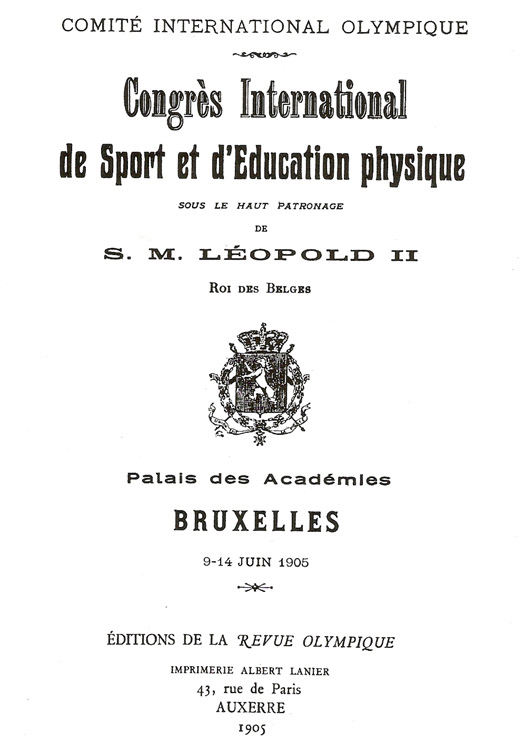
Umschlagseite zum Kongress-Bericht 1905

Die zweiten Olympischen Spielen 1900 in Paris verliefen äußerst unorganisiert. Ursache hierfür waren auch fehlende einheitliche Regeln und Bewertungskriterien für die Spiele. Einzelne Mitglieder des Internationalen Olympischen Komitees forderten deshalb einen Kongress zur Einführung einheitlicher Standards und eines Sportkodex. Coubertin nutzte den Besuch des belgischen Königs Leopold II. 1901 in Paris, den er davon überzeugen konnte, im Jahr 1903 einen Olympischen Kongress in Brüssel abzuhalten und die Schirmherrschaft zu übernehmen.
Coubertin war der Auffassung, Regeln für Olympische Spiele dürften nicht autoritär vom IOC beschlossen werden, sondern die Aufgabe läge bestenfalls in einer Harmonisierung und Zusammenführung bestehender Regeln. Dazu war es erforderlich, mit einer Fragebogenaktion die unterschiedlichen Gepflogenheiten der verschiedenen Sportverbände mehrerer Staaten zu erforschen. Die Resonanz war enttäuschend. Nachdem der Kongress aus organisatorischen Gründen auf das Jahr 1905 verlegt werden musste und inzwischen bereits die dritten Olympischen Spiele 1904 in St. Louis stattgefunden hatten, sah Coubertin das Thema als hinfällig an. So ergriff er die Gelegenheit, dem Kongress eine thematische Wendung zu geben und stellte ihn unter das Motto Sport und Leibeserziehung, das zentrale Anliegen Coubertins. Das Ergebnis des Kongresses waren zahlreiche Empfehlungen zur Einführung des Sports in die Gesellschaft.
Auf einer IOC-Sitzung im Rahmen des Kongresses musste Coubertin sich dann doch in einer ungeliebten Angelegenheit unterordnen. Er versuchte auf dieser Sitzung einen früheren Beschluss des IOC zu kippen, wonach dieser die in Griechenland per Dekret beschlossene Ausrichtung Olympischer Zwischenspiele in Athen gebilligt hatte. Coubertin sah sich jedoch mit Vorwürfen konfrontiert, welche die schlechte Organisation der Spiele 1900 in Paris und 1904 in St. Louis zum Inhalt hatten. Seine Position war damit so geschwächt, dass er die Spiele in Athen notgedrungen akzeptieren musste.

### IV. Olympischer Kongress 1906
Der an der Comédie-Française in Paris 1906 abgehaltene Olympische Kongress behandelte eine Herzensangelegenheit von Coubertin, die Einbindung der Schönen Künste in die Olympischen Spiele. Nach seinen Vorstellungen waren Architektur, Bildhauerei, Malerei, Literatur und Musik unverzichtbar, um die Olympischen Spiele in ihrer ursprünglichen Schönheit wiederherzustellen. Es wurden Vorschläge erarbeitet, wie dies am besten umgesetzt werden könnte und wie die verschiedenen Werke beurteilt und ausgezeichnet werden sollten. Tatsächlich wurden von 1912 bis 1948 Kunstwettbewerbe bei den Olympischen Spielen abgehalten, die auf die Vorschläge des Kongresses zurückgehen.
Der Termin des Kongresses bietet viel Spielraum für Spekulationen, fand er doch nur wenige Wochen nach den von Coubertin ungewollten Zwischenspielen 1906 in Athen statt, die bis heute vom IOC nicht offiziell anerkannt werden. Zumindest kann festgehalten werden, dass Coubertin mit dem Kongresstermin eine Entschuldigung vorbringen konnte, warum er nicht in Athen anwesend war. Im Gegensatz dazu hielt die Mehrheit der IOC-Mitglieder den Kongress für nebensächlich, ihre Aufmerksamkeit galt den Spielen in Athen.

### V. Olympischer Kongress 1913

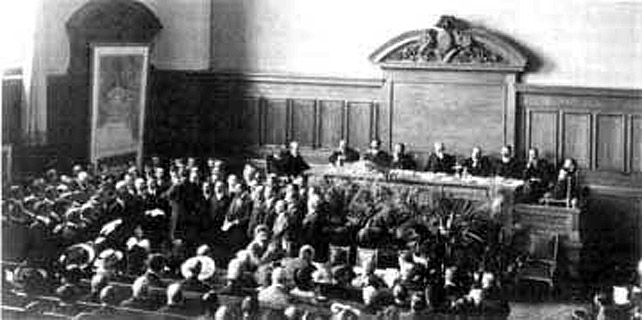
Eröffnungsveranstaltung des Olympischen Kongresses in Lausanne 1913

Der Olympische Kongress in Lausanne 1913 stand erneut im Zeichen sportpsychologischer und erzieherischer Theorien ihres eifrigsten Verfechters, Pierre de Coubertin. Schon Jahre zuvor erkannte er Entwicklungen im Sport, die für sein ursprüngliches Anliegen wenig hilfreich waren. Das Streben nach stetig steigender körperlicher Leistungen, das durch zwei erfolgreiche Olympische Spiele 1908 und 1912 zusätzlich bestärkt wurde, rief bei Pädagogen, Psychologen und Medizinern Kritik hervor. Der Kongress sollte nach Willen Coubertins einen Austausch der Meinungen dieser Experten bewirken, womit dem Sport allgemein der Anspruch auf eine wissenschaftliche Auseinandersetzung zuteilwurde. Wie bei anderen Veranstaltungen wertete Coubertin den Kongress auch durch Nicht-Anwesende auf: Hier war es z. B. der frühere amerikanische Präsident Theodore Roosevelt, der eine positive schriftliche Stellungnahme abgab.  Coubertin bezeichnete den Olympischen Kongress in Lausanne später als die Geburt der Psychologie des Sports.
Der Kongressort Lausanne war von Coubertin mit einem besonderen Beweggrund gewählt worden. Die internationale Bedeutung der Stadt wurde Coubertin zufolge unterschätzt. Die Lage biete jede nur erdenkliche Möglichkeit für Sport. Die Universität mit ihrer ungewöhnlichen Architektur versprühe Frische und Glanz der Jugend und besäße eine ehrenvolle Stellung in der akademischen Welt, auch ohne eine führende Rolle zu spielen. Für Coubertin der ideale Ort für die Errichtung des Verwaltungssitzes der olympischen Bewegung. Die Ausrichtung eines Olympischen Kongresses war der erste Schritt auf dem Weg dorthin.

## Olympische Kongresse von 1914 bis 1930
Bereits für den Kongress 1905 war eine Auseinandersetzung mit den Standards und Regeln für Olympische Spiele vorgesehen, die jedoch am mangelnden Interesse nationaler Sportverbände scheiterte. Mit Ablauf der Olympischen Sommerspiele 1912 in Stockholm änderte sich deren Haltung jedoch. Auch waren inzwischen 32 Nationale Olympische Komitees gegründet worden und die Zahl der nationalen und internationalen Sportverbände erhöhte sich stetig. In Vorbereitung auf die Olympischen Sommerspiele 1916 in Berlin sah das IOC deshalb die Notwendigkeit, auf dem für 1914 geplanten Jubiläumskongress diese Themen zu behandeln.
Diese von den bisherigen Kongressen fundamental abweichende thematische Ausrichtung sollte die Olympischen Kongresse bis in das Jahr 1930 bestimmen. Diese Entwicklung lag nicht unbedingt im Interesse von Coubertin, er konnte sie jedoch nicht mehr abwenden. In der Folge zog er sich langsam von der Arbeit zurück, die sich nicht mehr mit seinen ursprünglichen Vorstellungen des olympischen Gedankens vereinbaren ließ.

### VI. Olympischer Kongress 1914

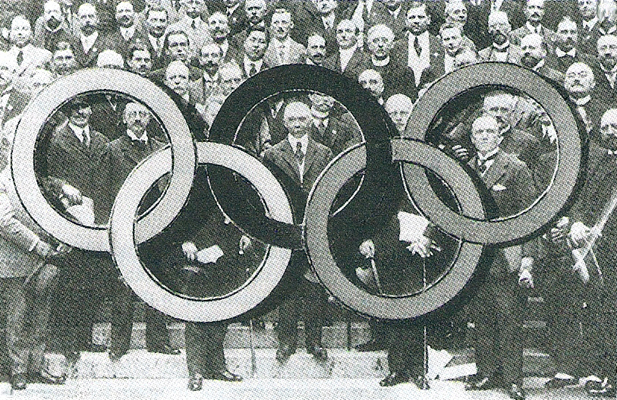
Coubertin mit Kongressteilnehmer im Zeichen der olympischen Ringe

Der Beschluss über die Durchführung eines Olympischen Kongresses zur Feier des 20-jährigen Bestehens der olympischen Bewegung wurde bereits auf einer IOC-Sitzung im Jahr 1911 gefasst. Der Kongress sollte zum Jahrestag des Ersten Olympischen Kongresses von 1894 und an gleicher Stätte, der Sorbonne in Paris, stattfinden. Für das Programm und die Organisation bildete sich ein eigenes Komitee. Zahlreiche Festivitäten sorgten für eine feierliche Atmosphäre. Der Höhepunkt hierbei war die Präsentation des Motivs der olympischen Ringe. Eigens für diese Feier entworfen, wurden sie den Gästen in einer Zeremonie auf einer weiß unterlegten Fahne dargeboten. Damit hatte man das bis in die Gegenwart bedeutendste Symbol der Olympischen Spiele aus der Taufe gehoben.
Die wichtigste Aufgabe der Arbeitssitzungen bestand in der Festlegung eines Sportprogramms für Olympische Spiele. Die inzwischen existierenden 32 Nationalen Olympischen Komitees und Vielzahl der internationalen Fachverbände forderten hierbei ein Mitspracherecht ein, dem sich das IOC nicht verschließen konnte, wollte es seine Führungsposition nicht verlieren. Dies führte im Ergebnis dazu, dass die verschiedenen Vorschläge der NOC und der Fachverbände nicht ohne Weiteres abgelehnt werden konnten und schließlich für das Programm der Olympischen Spiele eine Fülle von Sportarten aufgenommen werden mussten. Diese unterteilte man in obligatorische und optionale Sportarten. In der Folge wurde die Kritik an diesem Programm immer lauter.
Ein weiteres Thema war die Beteiligung von Frauen an Olympischen Spielen. Coubertin war ein Verfechter der antiken Tradition, demnach er Olympische Spiele für eine sich periodisch wiederholende Zeremonie männlicher Athletik hielt, die mit dem Applaus der Damen belohnt würde. Auf dem Kongress hatte es zuvor die Grundsatzentscheidung gegeben, dass im damals noch offiziellen Medaillenspiegel die Medaillen von Frauen denselben Wert haben sollten wie die von Männern. Schon hier gehörte Coubertin (zusammen mit den USA) zur überstimmten Minderheit. Man beruhigte ihn (er war bereit zurückzutreten), da die Auswahl der Disziplinen den jeweiligen internationalen Fachverbänden zustünde, die nach ihrer Tradition entschieden. Bei Coubertins diesbezüglichen Interventionen wurde er jedoch mehrfach überstimmt. Im 1919 von Coubertin veröffentlichten offiziellen Bericht zum Kongress waren lediglich die Sportarten Schwimmen und Tennis als für Frauen zugängliche Wettbewerbe aufgenommen worden, da er die Sitzung leitete und das Protokoll schrieb. Die australische Sportzeitung Referee berichtete allerdings sehr umfangreich täglich vom Kongress.
Der Kongress endete offiziell am 23. Juni 1914. Im Anschluss veranstaltete man in Reims für die Kongressteilnehmer fünf Tage mit weiteren Festivitäten. Der letzte Tag, der 28. Juni 1914, war der Tag des Attentats von Sarajevo. Der folgende Erste Weltkrieg brachte die olympische Bewegung vorübergehend zum Stillstand. Ein Protokoll des Kongresses von 1914 ist nie veröffentlicht worden. Erst im Jahr 1919 wurden in der ersten IOC-Sitzung nach dem Krieg die Beschlüsse des Kongresses wieder aufgegriffen, in einigen Punkten überarbeitet und veröffentlicht.

### VII. Olympischer Kongress 1921

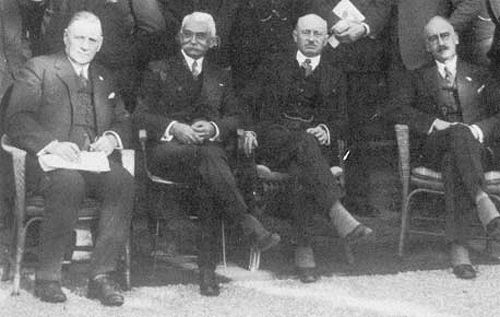
Die vier IOC-Präsidenten der Jahre 1896 bis 1952 auf dem Kongress in Lausanne 1921 v. l. n. r.: Sigfrid Edström, Pierre de Coubertin, Henri de Baillet-Latour, Godefroy de Blonay

Im Jahr 1915 war der Sitz des IOC nach Lausanne verlegt worden, verständlicherweise fand nach diesem Wechsel auch der erste Kongress hier statt. Er sollte dort anknüpfen, wo man 1914 notgedrungen aufhören musste. Für die zahlreichen und vielfältigen Fragen, die nicht zuletzt auch durch die Olympischen Spiele 1920 in Antwerpen aufgeworfen wurden, mussten zuvor Empfehlungen in drei vorbereitenden Konferenzen erarbeitet werden. Die inzwischen 19 internationalen Sportverbände, deren Bedeutung stetig zunahm, sahen ihre Mitbestimmung hierbei als zu gering an. Ihre Beteiligung am Kongress war erforderlich, wollte man die olympische Bewegung stärken, die man durch eine Welle von Spielen mit patriotischem und religiösem Charakter gefährdet sah.
Der ursprüngliche Auftrag des Kongresses war es, ein klar strukturiertes und reduziertes Programm der Olympischen Spiele zu erarbeiten. Die internationalen Sportverbände beanspruchten jedoch ihrerseits, die auszutragenden Wettbewerbe selbst zu bestimmen. So war es nicht weiter verwunderlich, wenn es kaum Veränderungen am bereits bestehenden Programm gab.
Ferner beschäftigte sich der Kongress mit der Einbindung von Wintersportarten in die Olympischen Spiele. Bereits 1908 gab es Eiskunstlauf bei den Olympischen Spielen und 1920 erstmals auch olympische Eishockeyturniere. Schon 1911 gab es auf einer IOC-Sitzung erste Vorschläge, die in Skandinavien seit 1901 ausgetragenen Nordischen Spiele in das Programm der Olympischen Spiele von 1912 in Stockholm zu integrieren. Dies stieß auf heftigen Widerstand der schwedischen Organisatoren. Auf dem Kongress wurde von französischer Seite schließlich ein Vorschlag eingebracht, im Jahr 1924 in Chamonix eine vom IOC unterstützte Wintersportwoche zu veranstalten. Der Antrag stieß auf Zustimmung, da damit der alleinige Anspruch der skandinavischen Länder auf Spiele dieser Art herabgesetzt werden konnte. Erst zwei Jahre später bestätigte das IOC diese Spiele offiziell als erste Olympische Winterspiele.
Coubertin hatte, rückblickend auf den erst unlängst beendeten Ersten Weltkrieg, für den Kongress auch einen Gedankenaustausch über die Vorteile des Sports bei der Überwindung sozialer Schranken und der Schaffung eines sozialen Friedens vorgesehen. Die absolute Beschränkung auf technische und administrative Fragen zu den Olympischen Spielen, die durch die Einbindung der internationalen Sportverbände nicht zu vermeiden war, hatte nun jedoch gänzlich zu einer Abkehr der von Coubertin auf den Olympischen Kongressen bevorzugten Auseinandersetzung mit pädagogischen Inhalten geführt.

### VIII. Olympischer Kongress 1925

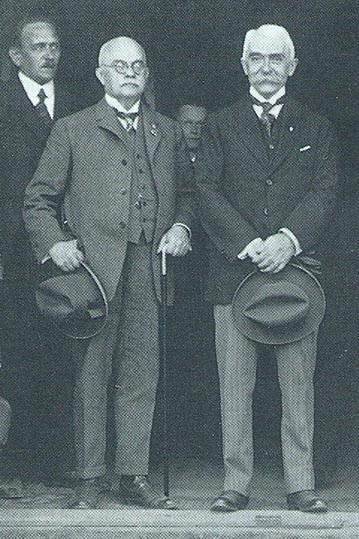
Coubertin mit Jiří Guth (links) auf dem Kongress in Prag 1925

Im Jahr 1925 kam man erstmals einer früheren Forderung nach, den Olympischen Kongress in regelmäßiger Folge auszurichten, möglichst ein Jahr nach Olympischen Spielen. Auch war inzwischen geregelt, dass die Einberufung eines Kongresses und die Bestimmung der Tagesordnung ausschließlich vom IOC erfolgen konnte.
Einen Tag vor Beginn des Kongresses vollzog man die Wahl des neuen IOC-Präsidenten Henri de Baillet-Latour. Pierre de Coubertin hatte nach 39 Jahren in diesem Amt seinen Rückzug erklärt. Der Kongress sollte Coubertins Abschied einen würdigen Rahmen geben. Der Kongressort Prag war dafür wie geschaffen, denn Coubertin hatte für diese Stadt schon immer eine besondere Vorliebe. Jiří Guth, der einzige noch verbliebene Weggefährte Coubertins aus den Gründerjahren der olympischen Bewegung, übernahm die Organisation.
Es wurde erstmals ein Doppelkongress abgehalten, ein Technischer Olympischer Kongress und ein Pädagogischer Olympischer Kongress, die unabhängig voneinander tagten. Der Pädagogische Kongress war auch eine Anerkennung der Arbeit Coubertins, der sich dieser Thematik zeitlebens besonders verpflichtet sah. Entsprechend engagierte er sich, entwickelte Vorschläge für das Programm und beteiligte sich aktiv an den Sitzungen. Dem Pädagogischen Kongress wurde selbst unter den Delegierten aber nur wenig Beachtung geschenkt und die verabschiedeten Resolutionen hatten keine praktischen Auswirkungen. Verständlicherweise zeigte sich Coubertin hierüber zutiefst enttäuscht.
Der Technische Kongress, in den inzwischen die NOC und internationalen Sportverbände fest eingebunden waren, führte die Inhalte der beiden vorangegangenen Kongresse fort. Der Schwerpunkt lag diesmal in der Problematik des Amateurbegriffs. Die internationalen Sportverbände beanspruchten eine Definition ihrer eigenen Amateurregeln. Die Konflikte führten zu einem Kompromiss, wonach die internationalen Verbände ihren Anspruch durchsetzten, aber minimale Vorbedingungen des IOC für die Teilnahme eines Amateurs an Olympischen Spielen zu akzeptieren hatten. Hierzu gehörte auch, dass ein Teilnehmer keine Erstattung des Verdienstausfalls während seiner Teilnahme an Olympischen Spielen erhalten dürfe. Es gab zahlreiche detailliert geführte Debatten zu Fragen, für die der Olympische Kongress nicht der geeignete Ort war. Sie wurden dennoch geführt, um das ohnehin angespannte Verhältnis des IOC zu den internationalen Sportverbänden nicht noch weiter zu belasten.

### IX. Olympischer Kongress 1930

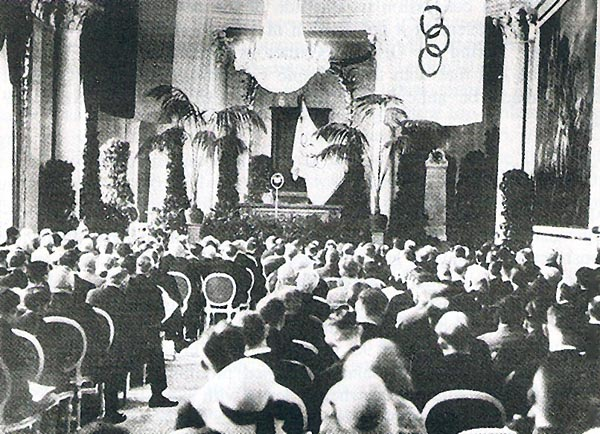
Eröffnungsveranstaltung des Olympischen Kongresses in Berlin 1930

Die Beziehungen zwischen dem IOC und den internationalen Sportverbänden befanden sich zum Zeitpunkt der Olympischen Sommerspiele 1928 in Amsterdam an einem Tiefpunkt. Grund dafür waren die unterschiedlichen Definitionen für und Vorstellungen über einen Amateursportler. Insbesondere die von der Fédération Internationale de Football Association (FIFA) praktizierte finanzielle Aufwandsentschädigung trug dazu bei, dass erneut hierüber auf einem Olympischen Kongress beraten werden sollte, der für das Jahr 1930 nach Berlin einberufen wurde. Die Debatten führten jedoch zu keinen Änderungen in der Haltung des IOC zum Amateurstatus. Die Problematik wurde an den neu gegründeten Permanent Council of Delegates of the International Olympic Federations (Ständiger Rat der Delegierten der internationalen Sportverbände olympischer Sportarten) weitergereicht. Dieser Rat war ein Zugeständnis des IOC an die Verbände, damit die Olympischen Kongresse von Konflikten befreit sich wieder den elementaren Aufgaben zur Verbreitung der olympischen Bewegung widmen konnten.
Gleichwohl wurden auf dem Kongress auch einige organisatorische Fragen behandelt. So beschäftigte man sich erneut mit dem olympischen Sportprogramm, das geringfügig verändert wurde. Auch die Anzahl der Teilnehmer an einzelnen Wettkämpfen wurde beschränkt. Die meisten Beschlüsse waren jedoch von untergeordneter Bedeutung.
Für Berlin und das Deutsche Reich hatte der Kongress besondere Bedeutung. Man war bemüht, bei den Teilnehmern einen positiven Eindruck zu erwecken, denn Berlin hatte sich für die Olympischen Sommerspiele 1936 beworben. Das festliche Begleitprogramm umfasste Ausflüge, Opernbesuche, Empfänge und zahlreiche Galadiners. Allen Kongressteilnehmern wurde eine Bewerbungsschrift übergeben. 1931 erhielt Berlin vom IOC schließlich den Zuschlag für die Spiele im Jahr 1936.

## Olympische Kongresse seit 1973

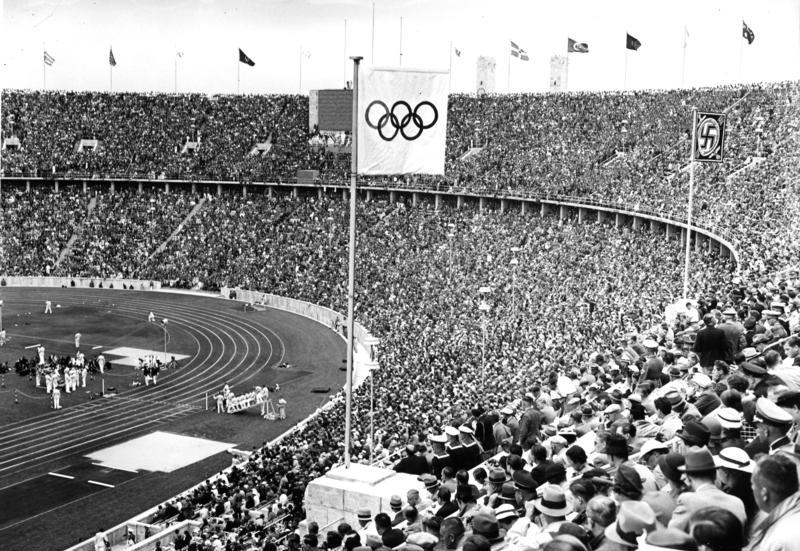
Letzte Olympische Spiele vor dem Zweiten Weltkrieg 1936 in Berlin

Der 1930 gegründete Council of Delegates vereinfachte die Arbeit zwischen IOC und internationalen Sportverbänden erheblich, so dass die Forderung nach einem Olympischen Kongress zunächst ausblieb. Noch vor Ausbruch des Zweiten Weltkrieges diskutierte man die Durchführung eines Kongresses, der in Riga veranstaltet werden sollte. Der Krieg verhinderte diese Pläne.
Bereits in den ersten Nachkriegsjahren führte das IOC seine Tätigkeit unvermindert fort, um die olympische Bewegung und die Olympischen Spiele neu zu beleben. Es bildeten sich unterschiedlichste Kommissionen und es fanden regelmäßige Zusammenkünfte mit verschiedenen Sportorganisationen statt. Der Olympische Kongress hatte als Verständigungsorgan ausgedient und der eigens hierfür in der Olympischen Charta enthaltene Artikel wurde zeitweilig sogar entfernt.
Mit der Wahl von Avery Brundage 1952 zum IOC-Präsidenten verhärteten sich die Fronten. Die Zusammenkünfte gestalteten sich zunehmend schwierig, auch weil Brundage das IOC als einzige für den olympischen Sport verantwortliche Institution ansah. Forderungen der NOC und internationalen Sportverbände, ihren Vertretern eine Mitgliedschaft im IOC zu ermöglichen, trat Brundage vehement entgegen. Nach langer Zeit der Dissonanz und einer Verhärtung der Fronten besann man sich 1968 auf das Instrument des Olympischen Kongresses, um aus Verantwortung gegenüber der Gesellschaft die Kontakte neu zu knüpfen.

### X. Olympischer Kongress 1973
Der ursprünglich für das Jahr 1971 in Sofia vorgesehene Kongress wurde aus Gründen einer besseren Vorbereitung auf 1973 verschoben, der Kongressort von der bulgarischen Hauptstadt nach Warna verlegt. Der neue Termin ermöglichte es, während des Kongresses das 50-jährige Jubiläum der Gründung des bulgarischen Nationalen Olympischen Komitees zu feiern. Auch hatte Avery Brundage, der einer Wiederaufnahme des Olympischen Kongresses stets skeptisch gegenüberstand, inzwischen die Präsidentschaft des IOC an Lord Killanin übergeben. Killanin war zuvor Präsident der Tripartite Commission gewesen, in der Vertreter des IOC, der NOC und der internationalen Sportverbände vereint waren und die zur Vorbereitung des Olympischen Kongresses eingerichtet worden war. Killanin besaß demzufolge eine wesentlich aufgeschlossenere Haltung für eine Zusammenarbeit des IOC mit den übrigen Sportorganisationen.
Die Beziehungen zwischen IOC, NOC und internationalen Sportverbänden war nur eines der wichtigen Themen. Die gravierenden gesellschaftlichen und politischen Veränderungen seit dem letzten Kongress führten zu völlig neuen Fragestellungen, die sich mit dem Recht der Frauen im Sport, der Dopingproblematik, dem Gigantismus der Spiele und erneut mit dem Amateurstatus beschäftigten. Der Kongress brachte demzufolge unzählige Reden und Kurzreferate mit einer Fülle von Vorschlägen hervor. Diskussionen und Abstimmungen waren jedoch nicht vorgesehen, zumal in der Vorbereitung auf den Kongress die Entscheidung getroffen wurde, dass keine konkreten Beschlüsse mehr verabschiedet werden sollten.
Die Ergebnisse des Kongresses wurden in zwei Erklärungen zusammengefasst. Diejenige der Delegierten umfasste konkrete Empfehlungen, wie etwa die Erhaltung der Tripartite Commission als ständiges Organ zur Zusammenarbeit, die Aufnahme und Einbeziehung von Frauen bei allen nationalen und internationalen Sportorganisationen und eine Verbesserung der Beziehungen zu den Athleten. Zum Kongress in Warna waren erstmals zehn Olympiasieger als Beobachter eingeladen worden, die allerdings kein Rederecht besaßen. Die zweite Erklärung des IOC-Präsidenten Killanin war ein Aufruf an alle Sportler der Welt, bei ihrer Teilnahme an Olympischen Spielen, der Weltjugend den Geist und die Prinzipien friedlicher Spiele zu vermitteln, damit das so praktizierte internationale Vertrauen und Wohlwollen zum Frieden auf der Welt führen könnte.
Auf dem Kongress zeichnete sich eine zunehmende politische Einflussnahme auf den Sport ab. Bei zahlreichen Delegierten aus Ländern des Ostblocks und der Dritten Welt handelte es sich um hochrangige Politiker. Ihre Reden enthielten nicht selten einseitige sportpolitische Agitation. Eine direkte Konfrontation mit dem IOC blieb jedoch aus, auch weil die sowjetische Delegation in Warna den Wunsch nach Ausrichtung der Olympischen Sommerspiele 1980 in Moskau äußerte.

### XI. Olympischer Kongress 1981

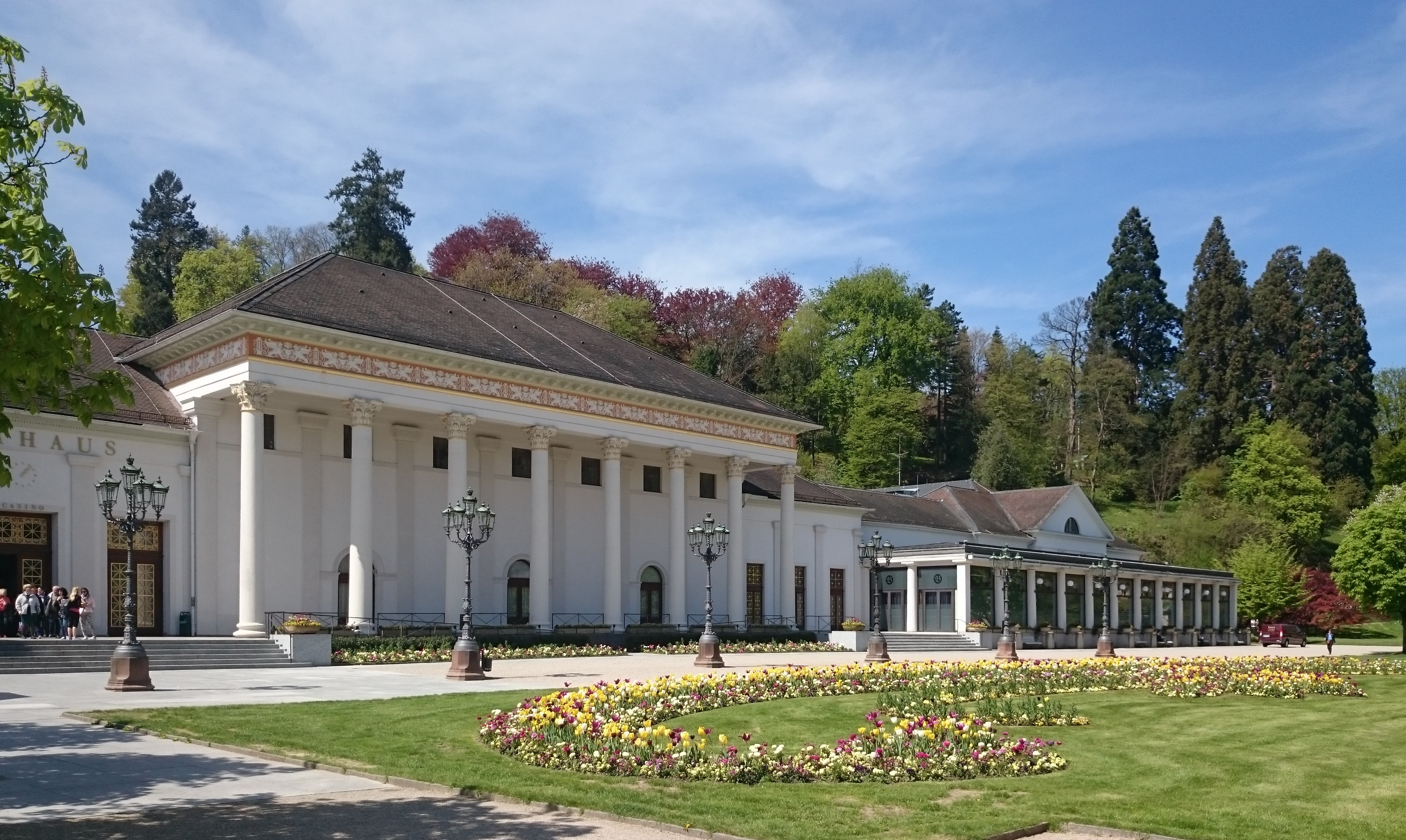
Kurhaus Baden-Baden, Tagungsort des Olympischen Kongresses 1981

Der in der baden-württembergischen Kurstadt Baden-Baden im Jahr 1981 veranstaltete Olympische Kongress war die Folge eines Beschlusses über die Abhaltung regelmäßiger Kongresse im Abstand von acht Jahren. Er blieb jedoch der einzige Kongress, der tatsächlich diese Regelung erfüllte.
Der Kongress fand im Umfeld äußerster politischer Spannungen statt, die auch gravierende Auswirkungen auf den Sport und die Olympischen Spiele hatten. Die Olympiaboykotte der Jahre 1976 und 1980 führten die olympische Bewegung an den Rand ihrer Existenz. Der in dieser Krise mutlos handelnde IOC-Präsident Killanin wurde 1980 durch Juan Antonio Samaranch abgelöst. Er bemühte sich, führenden Sportfunktionären einerseits und Politikern andererseits darzulegen, dass die Einflussnahme der Politik auf den Sport das Ende der Olympischen Spiele und darüber hinaus auch das Ende der gesamten internationalen Sportbeziehungen sein würde. Sehr deutlich wies das IOC darauf hin, dass die für den Olympischen Kongress verschickten Einladungen nur dem Zweck dienten, sich intensiv mit den Angelegenheiten des Sport und der Sportler auseinanderzusetzen. Das Motto des Kongresses United by and for Sport (Vereint durch und für den Sport) brachte dies deutlich zum Ausdruck.
Die Zweifler an einem Erfolg des Kongresses wurden im Verlauf eines Besseren belehrt. Die Vielzahl der für die Zukunft der Olympischen Spiele und der olympischen Bewegung relevanten Themen führte trotz eines straffen Programms, das den Delegierten oftmals nur eine Redezeit von fünf Minuten zugestand, zu einer Fülle von Ansichten. Es gelang allen Beteiligten hieraus klare und einheitliche Empfehlungen zu definieren, die in der Folge zu durchaus bedeutsamen Beschlüssen führten, wie etwa die Bildung einer Athletenkommission oder die Aufnahme der ersten zwei Frauen, Pirjo Häggman aus Finnland und Flor Isara Fonesca aus Venezuela, ins IOC.
Ein weiterer Grund für den Erfolg des Kongresses ist die Einbeziehung von Funk, Fernsehen und Printmedien als nahezu gleichberechtigte Partner innerhalb der olympischen Familie. Die Direktübertragung der Eröffnungsfeier im Fernsehen und der Beobachterstatus aller Medien trug dazu bei, erstmals eine breite Öffentlichkeit in den Kongress einzubinden und ihnen die Inhalte zu vermitteln. Damit legte man zugleich auch den Grundstein für die öffentliche Vermarktung der Olympischen Spiele. Konsequenterweise wurden auch die Amateurregeln weitgehend abgeschafft.

### XII. Olympischer Kongress 1994

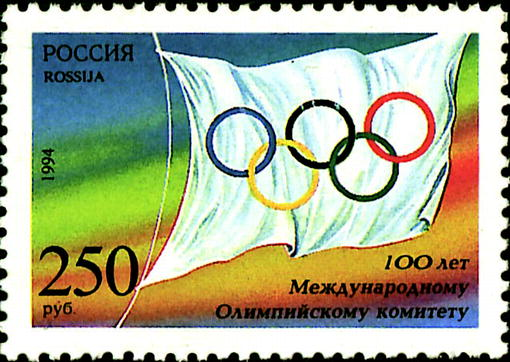
Russische Briefmarke 100 Jahre IOC

Das IOC widerrief den erst 1973 beschlossenen Rhythmus von acht Jahren für Olympische Kongresse, als man den für 1990 in Tokio vorgesehenen Kongress absagte. Man richtete die Aufmerksamkeit auf das Jahr 1994, das Jahr des 100-jährigen Jubiläums des Internationalen Olympischen Komitees. Der Jahrhundertkongress fand am Geburtsort Paris statt, begleitet von zahlreichen Festivitäten. Ein eigens an historischer Stätte in Olympia entzündetes olympisches Feuer wurde von einer Staffel prominenter Sportler vom Eiffelturm, vorbei an der Sorbonne, dem Tagungsort von 1894, zum neuen Tagungsort Palais Omnisports in Bercy getragen. Ein Sportkletterer stieg mit der olympischen Flagge den Eiffelturm herab. Des Weiteren begleiteten mehrere Sportveranstaltungen und Ausstellungen den Kongress.
Für die Erörterung der Themen des Kongresses zeichneten nicht nur die drei elementaren Organisationen der olympischen Bewegung (IOC, NOC und internationale Sportverbände) verantwortlich, man übertrug Vertretern von Funk, Fernsehen und Printmedien die Federführung über ein eigenes Thema unter dem Leitgedanken Sport und die Massenmedien. Das IOC sah in dieser direkten Einbeziehung eine konsequente Fortführung der bereits seit dem Gründungskongress bestehenden Verbindung zwischen olympischer Bewegung und seiner Verbreitung durch die Presse. Schon Pierre de Coubertin war ein eifriger Schreiber und begeisterter Literat.
Aus der Vielzahl an Themen ragte eines besonders hervor: Sport und Umwelt. Es wurde deutlich, dass der in aller Munde befindliche Umweltschutz vom Sport nicht ausgegrenzt werden konnte. Nur eine intakte Natur könne Sporttreibenden, wie allen Mitmenschen, die Grundlage für ein gesundes und unbeschwertes Leben bieten. Deshalb sei es notwendig, dass der Sport durch sein Handeln Verantwortung für die Umwelt übernimmt. Zur Verankerung dieser Haltung wurde der Umweltschutz als ein Grundziel der olympischen Bewegung erklärt und fand Eingang in die Olympische Charta.

### XIII. Olympischer Kongress 2009

Kongresslogo

Die Kongresse der Jahre 1981 und 1994 hatten bereits zu einer sich ausweitenden Kooperation zwischen dem IOC und den Massenmedien geführt. Mit der innerhalb der vergangenen 15 Jahre seit dem Kongress in Paris enorm gestiegenen Bedeutung und zunehmenden Verbreitung des Internets lag es in der Natur der Sache, dass sich ein neuer Kongress dieses Themas annehmen musste.
Seit 115 Jahren war es Aufgabe des Olympischen Kongresses, die von Pierre de Coubertin geschaffene Idee der olympischen Bewegung zu verbreiten, zu gestalten und zu formen. Im Jahr 2009 bestand mit dem Internet nun erstmals die Möglichkeit, dass sich die Allgemeinheit an diesem Prozess beteiligen konnte. Ein Virtueller Olympischer Kongress bot jedem Nutzer des Internets die Gelegenheit, zwischen Oktober 2007 und Februar 2009 über die für den Kongress vorgesehenen Themen auf einer vom IOC bereitgestellten Internetplattform zu referieren und zu debattieren. Die Beiträge wurden ausgewertet und in die Diskussionsgrundlagen des Olympischen Kongresses eingebunden.
Die eigentlichen Themen des Kongresses unterschieden sich nicht wesentlich von denen der vorangegangenen Kongresse. Im Blickpunkt stand in erster Linie ihre Ausrichtung und Weiterentwicklung für die Gesellschaft des neuen Jahrtausends. Die Flut von Empfehlungen, in 66 Punkten des Abschlussberichtes zusammengefasst, wurden an die verschiedenen Kommissionen, Ausschüsse und Expertengremien weitergeleitet. Sie erarbeiten hieraus beschlussfähige Sachverhalte, die vorwiegend auf den IOC-Sessionen zu konkreten Entscheidungen führen.

## Meilensteine der Kongressgeschichte
- I. Kongress 1894
  - Gründung des Internationalen Olympischen Komitees (IOC)
  - Beschluss über die Wiedererstehung der Olympischen Spiele
  - Erstmalige Vereinheitlichung der Begriffsbestimmung eines Amateursportlers.
- II. Kongress 1897
  - Bestätigung des Internationalen Olympischen Komitees als federführende Organisation für die Abhaltung Olympischer Spiele
  - Beschluss über die Abhaltung regelmäßiger Sitzungen im Jahresrhythmus, die in der Folge als IOC-Session aus rechtlicher Sicht das oberste Organ des IOC darstellen
- IV. Kongress 1906
  - Einführung von Kunstwettbewerben bei Olympischen Spielen
- V. Kongress 1913
  - Benennung des am Schweizer Ufer des Genfersees gelegenen Stadt Lausanne zum Konferenzort, mit der Absicht, zukünftig hier den Verwaltungssitz des IOC und das Zentrum der olympischen Bewegung zu etablieren.
- VI. Kongress 1914
  - Erstmalige Festlegung der Sportarten, getrennt nach obligatorischen und optionalen Wettbewerben, die das Programm der Olympischen Spiele umfassen sollen.
  - Präsentation des Motivs der olympischen Ringe in Verbindung mit der olympischen Fahne als Symbol der Olympischen Spiele.
- VII. Kongress 1921
  - Erstmalige Beteiligung internationalen Sportverbände mit Stimmrecht am Kongress
  - Beschluss über die erstmalige Einführung von Wintersportwochen im Jahr 1924 unter der Aufsicht des IOC, die später als Olympische Winterspiele legitimiert wurden
- VIII. Kongress 1925
  - Einführung regelmäßiger selbstständiger Olympischer Winterspiele
  - Die Dauer der Olympischen Spiele wurde auf zwei Wochen inklusive drei Sonntage festgelegt.
- IX. Kongress 1930
  - Einrichtung eines ständigen Rats der Delegierten der internationalen Sportverbände olympischer Sportarten
- X. Kongress 1973
  - Einberufung einer ständigen Kommission für die Zusammenarbeit des IOC mit den NOC und internationalen Sportverbänden
  - Erstmalige Beteiligung von Athleten am Olympischen Kongress mit Beobachterstatus
- XI. Kongress 1981
  - Benennung der ersten Frauen zu IOC-Mitgliedern
  - Einrichtung einer Athletenkommission
  - Einbeziehung von Funk, Fernsehen und Printmedien in den Kongress als offizielle Beobachter
- XII. Kongress 1994
  - Der Schutz der Umwelt wurde zu einem weiteren Grundziel der olympischen Bewegung erklärt und fand Eingang in die Olympische Charta
- XIII. Kongress 2009
  - Erstmalige direkte Einbindung der Öffentlichkeit und Einbeziehung der modernen digitalen Medien durch Abhaltung eines Virtuellen Olympischen Kongresses, deren Ergebnisse als zusätzliche Diskussionsgrundlagen für den Olympischen Kongress dienten

## Struktur des neuzeitlichen Olympischen Kongresses
Das IOC hat die Thematik des Olympischen Kongresses in der Olympischen Charta, Kapitel 1, Regel 4, festgehalten und für diese Regel drei Artikel aufgestellt, zu deren Beachtung das Komitee im Rahmen ihrer eigenen Rechtsordnung verpflichtet ist. Diese umfassen im Wesentlichen jedoch nur die administrativen Belange des Kongresses.

### Einberufung
Der erste Artikel zur Regel 4 der Olympischen Charta beschäftigt sich mit der Einberufung (wortgetreue Übersetzung des englischen Originaltextes):
- Der Olympische Kongress wird vom Präsidenten auf Beschluss der IOC-Session einberufen und vom IOC an einem Ort und zu einem Termin, der durch die IOC-Session bestimmt wurde, organisiert. Der Präsident führt den Vorsitz und bestimmt den Ablauf.[2]

Damit ist festgelegt, dass der Olympische Kongress keine in regelmäßigen zeitlichen Abständen wiederkehrende Veranstaltung ist. Auf den Kongressen der Anfangsjahre hatte man noch diverse Versuche unternommen, dem Kongress eine gewisse Kontinuität zu geben. Die aktuelle Regelung verschafft dem Kongress hingegen eine besondere Bedeutung, denn er wird nur bei Bedarf einberufen, wobei die Umstände hierfür einzig der Beurteilung aller IOC-Mitglieder unterliegen.

### Zusammensetzung
Der zweite Artikel zur Regel 4 der Olympischen Charta beschäftigt sich mit der Zusammensetzung (wortgetreue Übersetzung des englischen Originaltextes):
- Am Olympischen Kongress nehmen teil: Mitglieder, Ehrenpräsidenten, Ehrenmitglieder und externe Ehrenmitglieder[44] des IOC, Delegierte als Vertreter der Internationalen Sportverbände und der NOC, einschließlich der Vertreter von Organisationen, die vom IOC anerkannt werden. Darüber hinaus nehmen am Olympischen Kongress teil: Athleten und Persönlichkeiten, die wegen ihrer individuellen oder repräsentativen Leistung eingeladen werden.[2]

Die Anzahl der offiziellen Teilnehmer an den Olympischen Kongressen ist durch die Regelung beachtlich gestiegen. Am Kongress im Jahr 2009 nahmen 1249 Personen teil. Im Vergleich dazu waren beim Kongress des Jahres 1897 nur ungefähr 60 Teilnehmer anwesend. Dieser Vergleich schmälert nicht die Bedeutung des jeweiligen Kongresses, sondern spiegelt den gesellschaftlichen Stellenwert der olympischen Bewegung im Laufe der Zeit wider. Die Beteiligung von Persönlichkeiten unterschiedlicher Gruppierungen verdeutlicht außerdem ihre inzwischen gleichberechtigte Stellung innerhalb der olympischen Familie.

### Programm und Organisation
Der dritte Artikel zur Regel 4 der Olympischen Charta beschäftigt sich mit dem Programm (wortgetreue Übersetzung des englischen Originaltextes):
- Das IOC Executive Board legt nach Rücksprache mit den Internationalen Sportverbänden und den NOC die Tagesordnung für den Olympischen Kongress fest.[2]

Im Gegensatz zu den Anfangsjahren der Olympischen Kongresse wird das Programm somit nicht mehr ausschließlich vom IOC bestimmt. Bereits für die Kongresse in der Zeit zwischen den beiden Weltkriegen machten die Internationalen Sportverbände und NOC ihre Ansprüche geltend, entscheidend bei der Festlegung der zu behandelnden Themen mitzuwirken. Seitdem diese Organisationen durch die Olympische Charta (Kapitel 3 und 4) in die olympische Bewegung eingebunden wurden, besteht für sie sogar eine Verpflichtung, die olympische Bewegung zu unterstützen.

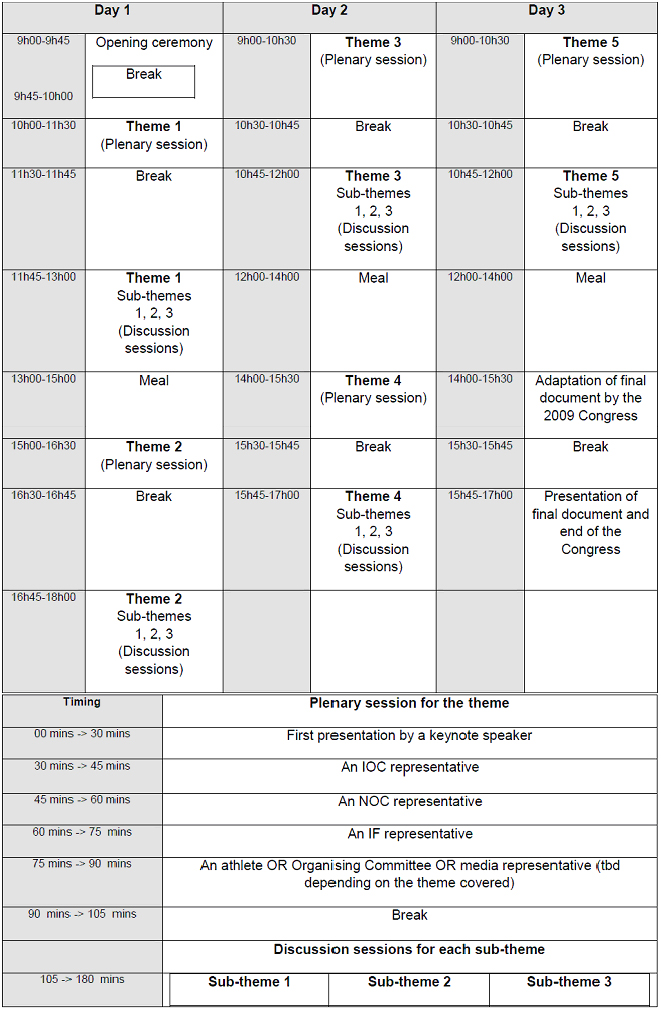
Zeitlicher Ablaufplan Olympischer Kongress 2009

Für alle administrativen Aufgaben zur Durchführung des Kongresses werden vom IOC verschiedene Kommissionen und Komitees gebildet und entsprechende Regularien aufgestellt. Diese enthalten auch einen zeitlich genau geplanten Ablauf des Kongresses.

### Ablauf
Der Ablauf unterliegt keiner besonderen Regelung. Er entspricht den Gepflogenheiten eines üblichen Kongresses, der mit einer Eröffnungsveranstaltung begonnen wird. Die Eröffnungsrede hält der IOC-Präsident, gefolgt von Reden besonderer geladener Gäste.
Die auf der Tagesordnung befindlichen Sachthemen werden innerhalb eines vorgegebenen Zeitrahmens auf Plenarsitzungen mit einer simultanen Übersetzung erörtert. Die Auseinandersetzung mit den einzelnen jedem Sachthema zugeordneten Themenpunkten beginnt mit der Präsentation durch die Referenten des für diesen Zweck gebildeten Gremiums. Der Moderator des jeweiligen Gremiums ist danach verantwortlich, dass auf der anschließenden Diskussionsrunde allen Teilnehmern die Möglichkeit gegeben wird, ihre Meinung zu den Themenpunkten abzugeben.
Der Kongress wird mit einer Abschlussveranstaltung beendet, auf der üblicherweise der IOC-Präsident eine Dankesrede hält. Die Eröffnungs- und Abschlussveranstaltung wird in der Regel von zahlreichen künstlerischen Darbietungen umrahmt. Mit Aktionen, die den Kongress begleiten, ist die Absicht verbunden, der Öffentlichkeit die Inhalte der olympischen Bewegung näher zu bringen.
Ein offizieller Abschlussbericht fasst den Ablauf und die Empfehlungen des Kongresses zusammen. Er stellt die Grundlage der weiteren Arbeit des IOC und seiner angeschlossenen Institutionen dar.

### Zielsetzung

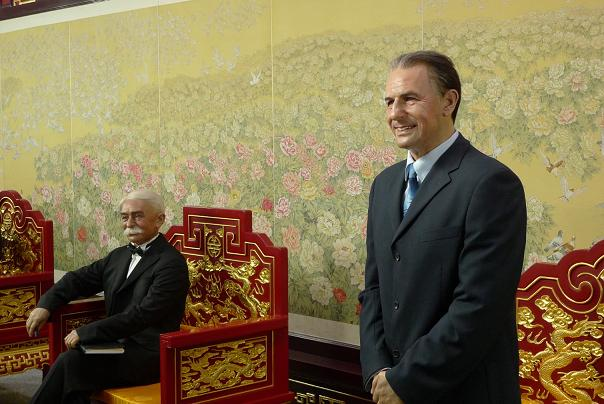
Pierre de Coubertin und Jacques Rogge als Wachsfiguren (Ausstellung im Flughafen Peking)

Einige Auszüge aus der Begrüßungsrede des IOC-Präsidenten Jacques Rogge während der Eröffnungsveranstaltung beim Olympischen Kongress 2009 in Kopenhagen geben die Zielsetzung des Olympischen Kongresses anschaulich wieder (wortgetreue Übersetzung des englischen Originaltextes):
- Wir sind hier, um Ideen hinsichtlich der Möglichkeiten zur Aufrechterhaltung und Stärkung unserer Bewegung und der olympischen Werte in diesem neuen Jahrtausend auszutauschen. Das übergreifende Thema des Kongresses lautet „Die olympische Bewegung und Gesellschaft“. … Wir nutzen die Freude am Sport, um körperliche und geistige Gesundheit zu fördern und um die universellen Werte von gegenseitigem Verständnis und Frieden, Solidarität, Vorzüge, Freundschaft, Respekt und Fairplay zu verbreiten. … Wir haben eine besondere Verpflichtung, unsere Werte im Namen der Sportler und jungen Leute in die Tat umzusetzen - Sportler, weil sie das Herz unserer Bewegung sind, junge Leute, weil sie unsere Zukunft sind. … Es ist nun an uns, in die Zukunft zu blicken. Wir sind hier, um sicherzustellen, dass die olympische Bewegung die Förderung der Sportler, der Jugend der Welt und der Gesellschaft als Ganzes für die kommenden Jahrzehnte fortführt.[43]

Mit den Äußerungen wird deutlich, dass der Olympische Kongress eine eher tiefsinnige Aufgabe hat. Die zwischenzeitliche Bedeutung als administratives Organ wurde gänzlich aufgegeben. Die Ausrichtung orientiert sich an den ehemals Coubertinschen Werten, die im Wandel der Zeit anderen Bedingungen unterworfen sind. Dadurch wird der Olympische Kongresses weiterhin im Geiste von Pierre de Coubertin als Organ zur Verbreitung der olympischen Ideale genutzt.